# Teleornis impressus
Teleornis impressus — викопний вид гусеподібних птахів родини Качкові (Anatidae). Скам'янілі рештки виду виявлені у пластах формації Ріо-Десеадо в Патагонії на півдні Аргентини і датуються раннім олігоценом.